# العلاقات البريطانية المالية
العلاقات البريطانية المالية هي العلاقات الثنائية التي تجمع بين المملكة المتحدة ومالي.

## مقارنة بين البلدين
هذه مقارنة عامة ومرجعية للدولتين:
| وجه المقارنة                                              | المملكة المتحدة                 | مالي            |
| --------------------------------------------------------- | ------------------------------- | --------------- |
| المساحة (كم2)                                             | 242.50 ألف                      | 1.24 مليون      |
| عدد السكان (نسمة)                                         | 66.02 مليون                     | 18.54 مليون     |
| الكثافة السكانية (ن./كم²)                                 | 272.25                          | 14.95           |
| العاصمة                                                   | لندن                            | باماكو          |
| اللغة الرسمية                                             | لغة إنجليزية، اللغة الويلزية    | لغة فرنسية      |
| العملة                                                    | جنيه إسترليني                   | فرنك غرب أفريقي |
| الناتج المحلي الإجمالي (بليون دولار)                      | 2.62 تريليون                    | 15.29 مليار     |
| الناتج المحلي الإجمالي (تعادل القوة الشرائية) بليون دولار | 2.72 تريليون                    | 35.69 مليار     |
| الناتج المحلي الإجمالي الاسمي للفرد دولار أمريكي          | 43.88 ألف                       | 724             |
| الناتج المحلي الإجمالي للفرد دولار أمريكي                 | 40.23 ألف                       | 1.60 ألف        |
| مؤشر التنمية البشرية                                      | 0.907                           | 0.419           |
| رمز المكالمات الدولي                                      | +44                             | +223            |
| رمز الإنترنت                                              | .uk، .gb                        | .ml             |
| المنطقة الزمنية                                           | توقيت غرينيتش، توقيت غرب أوروبا | 00              |

## مدن متوأمة
في ما يلي قائمة باتفاقيات التوأمة بين مدن بريطانية ومالية:
- ترتبط هاي أون واي [الإنجليزية]‏ مع تمبكتو باتفاقية توأمة.

## منظمات دولية مشتركة
يشترك البلدان في عضوية مجموعة من المنظمات الدولية، منها:
| علم المنظمة | اسم المنظمة                               | تاريخ انضمام المملكة المتحدة | تاريخ انضمام مالي |
| ----------- | ----------------------------------------- | ---------------------------- | ----------------- |
|             | منظمة التجارة العالمية                    | 1995                         | ?                 |
|             | الاتحاد الدولي للاتصالات                  | 24 فبراير 1871               | 21 أكتوبر 1960    |
|             | المركز الدولي لتسوية المنازعات الاستشارية | 18 يناير 1967                | 2 فبراير 1978     |
|             | مؤسسة التنمية الدولية                     | 24 سبتمبر 1960               | 27 سبتمبر 1963    |
|             | منظمة حظر الأسلحة الكيميائية              | ?                            | ?                 |
|             | يونسكو                                    | 4 نوفمبر 1946                | 7 نوفمبر 1960     |
|             | الأمم المتحدة                             | 24 أكتوبر 1945               | 28 سبتمبر 1960    |
|             | وكالة ضمان الاستثمار متعدد الأطراف        | 12 أبريل 1988                | 22 أكتوبر 1992    |
|             | البنك الدولي للإنشاء والتعمير             | 27 ديسمبر 1945               | 27 سبتمبر 1963    |
|             | البنك الإفريقي للتنمية                    | ?                            | ?                 |
|             | الاتحاد البريدي العالمي                   | ?                            | ?                 |
|             | مؤسسة التمويل الدولية                     | 20 يوليو 1956                | 9 مايو 1978       |
|             | منظمة الشرطة الجنائية الدولية             | ?                            | ?                 |
|             | الفريق المعني برصد الأرض                  | ?                            | ?                 |

## وصلات خارجية
- موقع وزارة الخارجية البريطانية